# Llac Nelson
El llac Nelson es un llac de l'Àrea Censal Yukon-Koyukuk, Alaska, als Estats Units. Es troba a la zona de Brooks Range i forma part del Refugi Nacional de Vida Silvestre de Yukon Flats. Aquest llac es troba a 130 metres d'altitud.
El seu nom es deu a William Yanert, que va mostrar el llac en un mapa manuscrit de 1916 de les planes del Yukon.